# Zone exempte d'armes nucléaires
Ne doit pas être confondu avec Territoire dénucléarisé.

Mappemonde représentant les zones exemptes d'armes nucléaires en novembre 2008
États ayant ratifié le traité de Tlatelolco
États ayant ratifié le traité de Pelindaba
Autres États de l'Union africaine
États ayant ratifié le traité de Semipalatinsk
ZEAN de la Mongolie
États ayant ratifié le traité de Bangkok
États ayant ratifié le traité de Rarotonga
Traité sur l'Antarctique

Une zone exempte d'armes nucléaires (abrégé par le sigle ZEAN, ou NWFZ pour l'anglais nuclear-weapon-free zone) est définie selon l'ONU par un accord, généralement sous la forme d'un traité internationalement reconnu, qui bannit l'utilisation ou le déploiement d'armes nucléaires sur une région ou un pays donné. De plus, cet accord doit disposer de mécanismes de vérification et de contrôle pour appliquer les engagements des pays signataires.

## Particularités
Une zone exempte d'arme nucléaire est donc une région du monde dont les États s'engagent, pour une durée illimitée, à ne pas développer, acquérir, tester ou posséder des armes nucléaires. Les zones exemptes d'armes nucléaires sont conçues comme des mesures de transition vers un désarmement nucléaire complet. En effet, le traité de non-prolifération (TNP), entré en vigueur en 1970, stipule dans son article VII qu'il n'empêche aucun « groupe quelconque d'États de conclure des traités régionaux de façon à assurer l'absence totale d'armes nucléaires sur leurs territoires respectifs ». En 1975, l'Assemblée générale des Nations unies a réaffirmé ce droit et a défini plusieurs critères pour ces zones, dont, entre autres, le droit à l'utilisation de l'énergie nucléaire à des fins civiles.
Chaque traité établissant une zone exempte d'armes nucléaires comprend un ou plusieurs protocoles devant être signés et ratifiés par les cinq puissances nucléaires reconnues par le TNP (la Chine, les États-Unis, la France, le Royaume-Uni et la Russie) et stipulant que ces pays reconnaissent et respectent le statut des zones exemptes d'arme nucléaire de la région et qu'ils n'utiliseront pas ou ne menaceront pas d'utiliser des armes nucléaires contre les États parties de ces zones (« assurance négative de sécurité »).

## Localisation des zones exemptes d'armes nucléaires
À l'heure actuelle, il existe six zones exemptes d'armes nucléaires : 
- l'Antarctique : le traité sur l'Antarctique a été signé en 1959 et est entré en vigueur en 1961.
- l'Amérique latine et les Caraïbes : le traité de Tlatelolco a été signé en 1967 et est entré en vigueur en 1969.
- le Pacifique Sud : le traité de Rarotonga a été signé en 1985 et est entré en vigueur en 1986.
- l'Asie du Sud-Est : le traité de Bangkok a été signé en 1995 et est entré en vigueur en 1997.
- l'Asie centrale : le traité de Semipalatinsk ouvert à la signature en 2006 et en vigueur depuis le 21 mars 2009.
- l'Afrique : le traité de Pelindaba ouvert à la signature en 1996 et est entré en vigueur en 2009.

De plus, la Nouvelle-Zélande est devenue en 1987 le premier État à se déclarer zone exempte d'arme nucléaire, avec le New Zealand Nuclear Free Zone, Disarmament, and Arms Control Act. La Mongolie s'est aussi, en 1992 déclarée comme zone exempte d'arme nucléaire, reconnue par l'ONU. 
Enfin, il y a eu, dès l'époque de la Guerre froide, plusieurs autres propositions d'accords concernant notamment le Moyen-Orient, la péninsule Coréenne, l'Asie centrale, l'Europe centrale et l'Asie du Sud. Cependant, aucune de ces propositions n'a jamais abouti à la mise en place de négociations en vue d'établir une zone exempte d'armes nucléaires dans ces régions.

## Tableau des différents traités instituant des zones exemptes d'armes nucléaires
| Traité                   | Région                      | États signataires | États parties | Année de la signature | Année de l'entrée en vigueur |
| ------------------------ | --------------------------- | ----------------- | ------------- | --------------------- | ---------------------------- |
| Traité sur l'Antarctique | Antarctique                 | 12                | 50            | 1959                  | 1961                         |
| Traité de Tlatelolco     | Amérique latine et Caraïbes | 33                | 33            | 1967                  | 1969                         |
| Traité de Rarotonga      | Pacifique Sud               | 13                | 13            | 1985                  | 1986                         |
| Traité de Bangkok        | Asie du Sud-Est             | 10                | 10            | 1995                  | 1997                         |
| Traité de Semipalatinsk  | Asie centrale               | 5                 | 5             | 2006                  | 2009                         |
| Traité de Pelindaba      | Afrique                     | 54                | 38            | 1996                  | 2009                         |